# Amy Beach

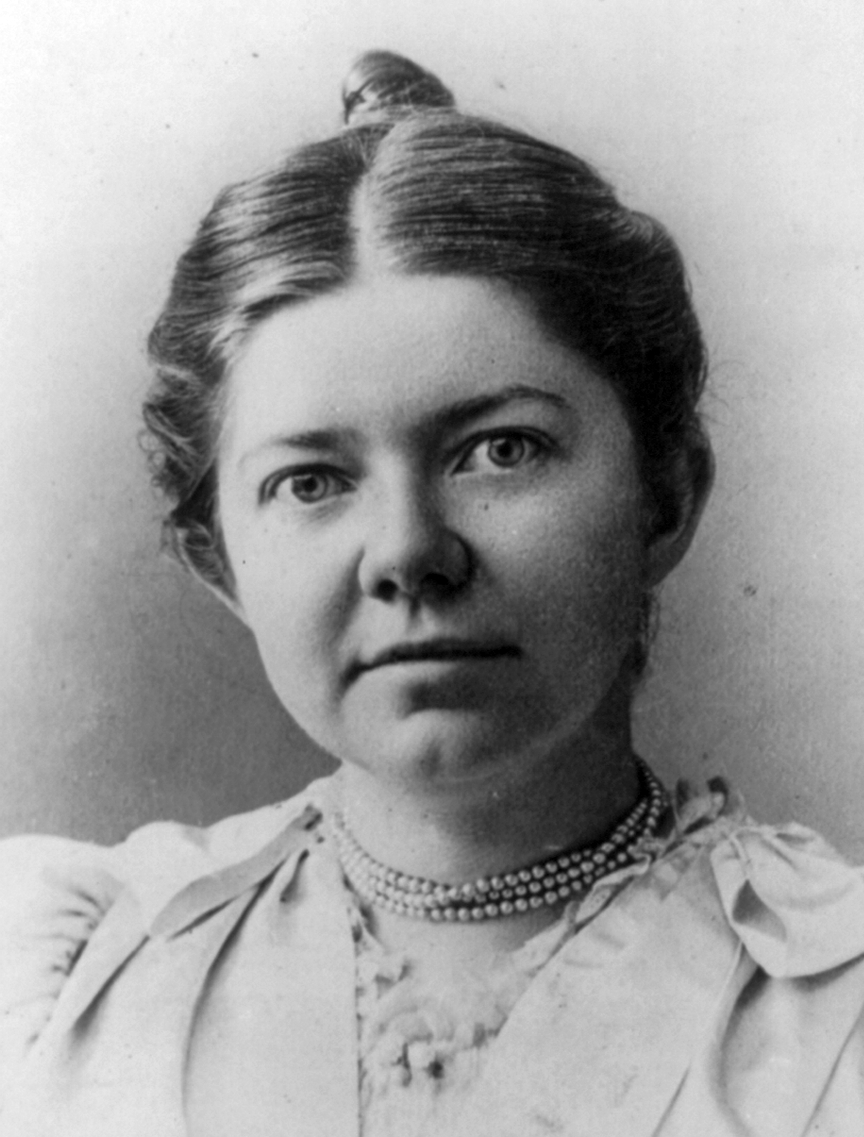
Amy Beach.

Amy Marcy Cheney Beach, född 5 september 1867, död 27 december 1944, var en amerikansk kompositör och pianist. Hon var den första framgångsrika amerikanska kvinnliga kompositören när det gäller storskalig klassisk musik. De flesta framföranden och kompositionerna skedde under namnet Mrs. H.H.A. Beach.

## Verk (urval)
- Mässa i e-moll, op. 5 (1890)
- Gaelic Symphony i e-moll, op. 32 (1894–96)
- Pianokonsert i ciss-moll, op. 45 (1899)
- Pianokvintett i fiss-moll, op. 67 (1907)
- Stråkkvartett i en sats, op. 89 (1929)
- Cabildo, op. 149, opera (1932)
- Pianotrio, op. 150 (1938)